# إيريكا وايت
إيريكا وايت (بالإنجليزية: Erica White)‏ مواليد 26 أغسطس 1986 في جاكسونفيل، هي لاعبة كرة سلة أمريكية. تم اختيارها من قبل فريق هيوستن كومتز خلال الدرافت. لعبت مع هيوستن كومتز وانديانا فيفر في دوري الاتحاد الوطني لكرة السلة النسائية.

## روابط خارجية
- إيريكا وايت على موقع الاتحاد الدولي لكرة السلة (الإنجليزية)
- إيريكا وايت على موقع الاتحاد الوطني لكرة السلة النسائية (الإنجليزية)
- إيريكا وايت على موقع كرة السلة الأوروبية.كوم (الإنجليزية)
- إيريكا وايت على موقع كلية كرة السلة في سبورتس رفرنس.كوم (الإنجليزية)
- إيريكا وايت على موقع بروبوليرز (الإنجليزية)
- إيريكا وايت على موقع سبورتس رفرنس (الإنجليزية)